# Roderick M. Hills
Roderick Maltman Hills (* 9. März 1931 in Seattle, Washington; † 29. Oktober 2014 in Baltimore, Maryland) war ein US-amerikanischer Rechtsanwalt, Politiker der Republikanischen Partei und Wirtschaftsmanager, der zwischen 1975 und 1977 Vorsitzender der US-Börsenaufsichtsbehörde SEC (Securities and Exchange Commission) war.

## Leben
Hills absolvierte nach dem Schulbesuch zunächst ein grundständiges Studium an der Stanford University, das er 1952 mit einem Bachelor of Arts (B.A.) abschloss. Ein darauf folgendes postgraduales Studium der Rechtswissenschaften an der Law School der Stanford University beendete er 1955 mit einem Bachelor of Laws (LL.B.). Während seines Studiums trat er der akademischen Verbindung Zeta Psi bei. Er war danach zwischen 1955 und 1957 Mitarbeiter (Law Clerk) von Stanley Forman Reed, einem Richter am Obersten Gerichtshof der USA.
Im Anschluss trat Hills 1957 als angestellter Rechtsanwalt in die in Los Angeles ansässige Anwaltskanzlei Musick Peeler & Garrett ein und war dort bis 1962 tätig. Daneben begann er 1960 eine Tätigkeit als Gastdozent (Visiting Lecturer) für Rechtswissenschaften an der Stanford Law School und unterrichtete dort bis 1970. 1962 trat er als Partner in die ebenfalls in Los Angeles ansässige Anwaltskanzlei Munger, Tolles, Hills & Rickershauser und gehörte dieser bis 1971 an. Zugleich hatte er zwischen 1969 und 1970 auch eine Professur an der Harvard University inne.
1975 wurde Hills von Präsident Gerald Ford als Nachfolger von Ray Garrett zum Vorsitzenden der Securities and Exchange Commission SEC ernannt, der Bankenaufsichtsbehörde der USA. Diese Funktion bekleidete er bis zum Ende von Fords Amtszeit und wurde dann von Harold M. Williams abgelöst.
Nach seinem Ausscheiden aus dem Regierungsdienst wechselte Hills in die Privatwirtschaft und war zunächst von 1977 bis 1989 Mitglied des Aufsichtsrates des Brauereikonzerns Anheuser-Busch. Zugleich war er von 1978 bis 1982 zuerst Partner und anschließend zwischen 1982 und 1984 Berater von Latham & Watkins, einer Anwaltskanzlei mit 1800 Anwälten in zwölf Filialen und Hauptsitz in Los Angeles.
Hills, der zeitweise auch Mitglied des Aufsichtsrates von ICN Pharmaceuticals und für das Center for Strategic and International Studies (CSIS) tätig war, gründete 1987 mit Hills Enterprises Ltd. ein eigenes Unternehmen und war seit 1995 auch Partner von Hills & Stern. Darüber hinaus war er von 1997 bis 2000 Aufsichtsratsmitglied des Abfallwirtschaftsunternehmens Waste Management sowie zwischen 2002 und 2007 Mitglied des Aufsichtsrates von Chiquita Brands International, einem der größten Bananenproduzenten der Welt. Des Weiteren war er Trustee der Gerald R. Ford Foundation und Mitglied der Verbindung Order of the Coif.
Hills war seit 1958 mit Carla Anderson Hills verheiratet, die unter anderem während der Amtszeit von Präsident Gerald Ford von 1975 bis 1977 Bauministerin sowie später unter Präsident George Bush zwischen 1989 und 1993 US-Handelsbeauftragte war.